# Danny Masterson

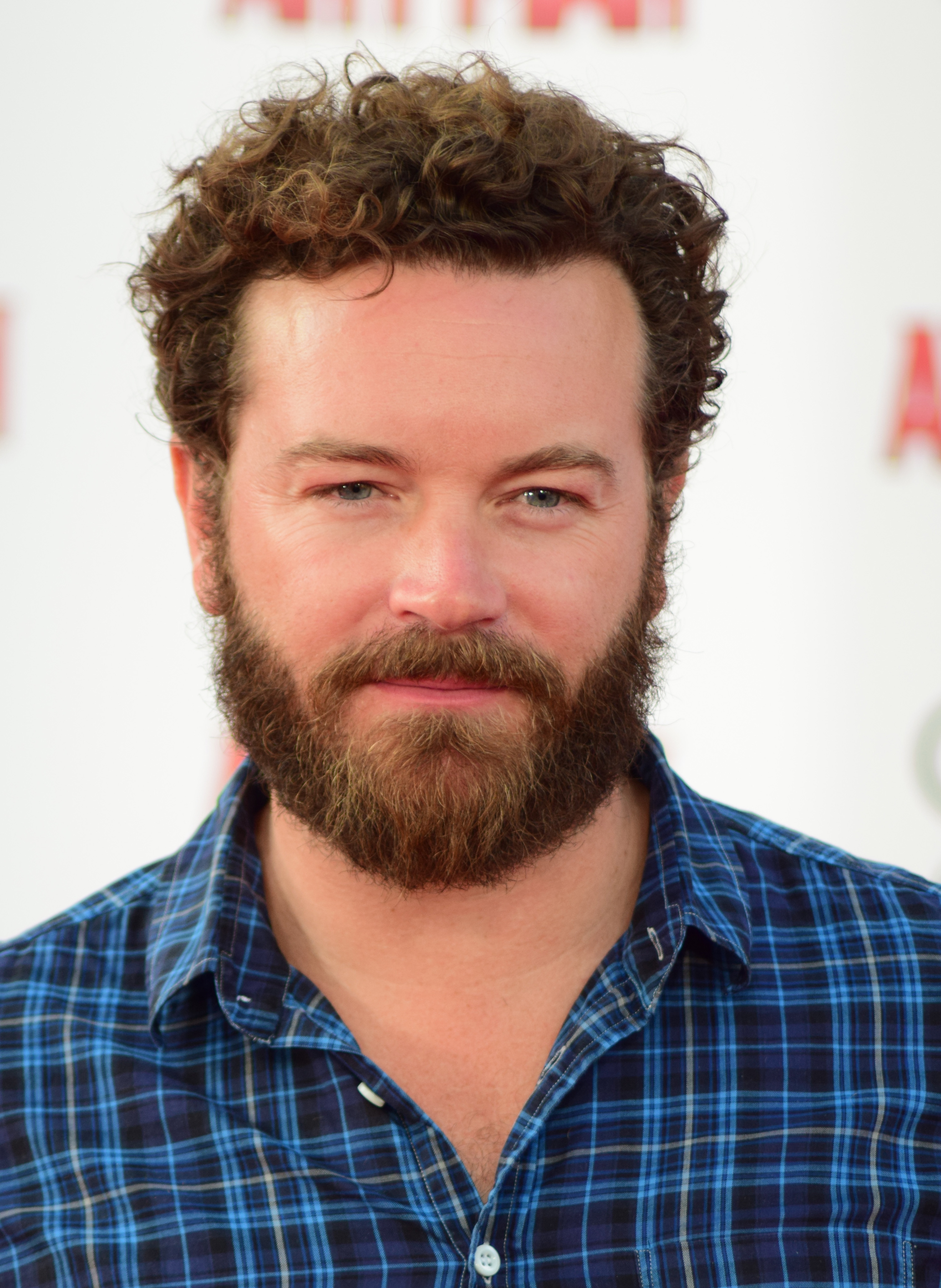
Danny Masterson (2015)

Daniel Peter „Danny“ Masterson  (* 13. März 1976 auf Long Island, New York) ist ein ehemaliger US-amerikanischer Schauspieler und verurteilter Sexualstraftäter.

## Leben
Danny Masterson wirkte im Alter von vier Jahren in Werbespots mit. Mit 16 Jahren zog er mit seinen Eltern nach Los Angeles, wo er seine erste Filmrolle in Eine Familie namens Beethoven bekam. Danach wirkte Masterson in weiteren Filmen und in Gastrollen in Fernsehserien mit. Bekannt wurde er durch die Fernsehserie Die wilden Siebziger, in der er von 1998 bis 2006 den Steven Hyde spielte.
Sein Bruder Christopher und sein Halbbruder Jordan sowie seine Halbschwester Alanna und sein Cousin Angus T. Jones sind ebenfalls Schauspieler. Masterson war ab 2005 mit Bijou Phillips liiert und heiratete sie im Jahr 2011. Ihre erste gemeinsame Tochter wurde 2014 geboren. Die Eheleute sowie Mastersons Geschwister sind Anhänger von Scientology.
Masterson war auch als DJ unter dem Namen DJ Mom Jeans tätig.
Deutsche Synchronsprecher von Masterson sind Dominik Auer (z. B. in Die wilden Siebziger, Face/Off – Im Körper des Feindes) und Simon Jäger (No Night Stand, Cybill).
Masterson wurde 2017 von vier Frauen des Missbrauchs bzw. der Vergewaltigung beschuldigt. Masterson bestritt die Vorwürfe. Netflix entließ Masterson im Zuge dessen im selben Jahr aus der Serie The Ranch. Am 17. Juni 2020 wurde Masterson wegen Vergewaltigung einer 23-jährigen Frau im Jahr 2001, einer 28-jährigen Frau Anfang 2003 und einer 23-jährigen Frau Ende 2003 angeklagt. In zwei Fällen kam es Ende Mai 2023 zu einem Schuldspruch vor einem Geschworenengericht in Los Angeles. Das Strafmaß von lebenslänglicher Haft mit einer Mindesthaftdauer von 30 Jahren wurde im September desselben Jahres bekanntgegeben. Eine vorzeitige Entlassung auf Bewährung kann Masterson nach rund 25 Jahren beantragen. Seine Ehefrau reichte nach der Verkündigung des Strafmaßes die Scheidung ein und beantragte darüber hinaus das alleinige Sorgerecht für die gemeinsame Tochter. Masterson entsprach dieser Forderung Ende Oktober 2023. Er beantragte seinerseits jedoch das Besuchsrecht für seine Tochter. Stand Ende Oktober 2023 ist unklar, ob und wie oft er seine Tochter sehen darf.

## Filmografie (Auswahl)
- 1988: Jake und McCabe – Durch dick und dünn (Jake and the Fatman, Fernsehserie, Folge 1x13)
- 1993: Joe’s Life
- 1993: Eine Familie namens Beethoven (Beethoven’s 2nd)
- 1994: Roseanne (Fernsehserie, Folgen 7x07–7x08)
- 1994, 1997: New York Cops – NYPD Blue (NYPD Blue, Fernsehserie, 2 Folgen)
- 1995: Bye, Bye Love
- 1995: Extreme – Das Leben am Abgrund (Extreme)
- 1996: Verführung zum Mord (Seduced by Madness: The Diane Borchardt Story)
- 1996: American Gothic – Prinz der Finsternis (American Gothic, Fernsehserie, Folge 1x11)
- 1996: Tracey Takes On… (Fernsehserie, Folge 1x05)
- 1996: Party of Five (Fernsehserie, 3 Folgen)
- 1996: Ihre einzige Chance (Her Last Chance)
- 1997: Im Körper des Feindes (Face/Off)
- 1997: No Night Stand (Trojan War)
- 1997: Sliders – Das Tor in eine fremde Dimension (Sliders, Fernsehserie, Folge 3x24)
- 1997: Star Kid
- 1997–1998: Cybill (Fernsehserie)
- 1998: Wild Horses/Lunchtime Special
- 1998: Too Pure
- 1998: The Faculty
- 1998–2006: Die wilden Siebziger (That ’70s Show, Fernsehserie)
- 1999: Dirt Merchant
- 2000: Wes Craven präsentiert Dracula (Dracula 2000)
- 2001: Girl In Love – Willkommen im Leben (Alex in Wonder)
- 2001: Keine Gnade für Dad (Grounded for Life, Fernsehserie, Folge 2x01)
- 2001: Strange Frequency (Fernsehserie, Folge 1x08)
- 2002: Comic Book Villains
- 2002: Hip, Edgy, Sexy, Cool
- 2002: Hold On
- 2005: Pancho’s Pizza
- 2006: You Are Here
- 2006: Smiley Face
- 2006: Living High (Puff, Puff, Pass)
- 2007: Capers
- 2008: Der Ja-Sager (Yes Man)
- 2009: Made for Each Other
- 2010: White Collar (Fernsehserie, Folge 3x02)
- 2012–2014: Men at Work (Fernsehserie, 31 Folgen)
- 2013: Haven (Fernsehserie, Folge 4x11)
- 2016: Urge – Rausch ohne Limit (Urge)
- 2016–2018: The Ranch (Fernsehserie, 50 Folgen)[8]
- 2017: Easy (Fernsehserie, Folge 1x08)